# Copidognathus fabricii
Copidognathus fabricii is een mijtensoort uit de familie van de Halacaridae. De wetenschappelijke naam van de soort is voor het eerst geldig gepubliceerd in 1889 door Hans Lohmann.